# エムスケミー
エムスケミー（独: Ems-Chemie Holding AG）は、スイス・チューリッヒ近郊のHerrlibergに本拠を置き、世界20カ国以上に現地法人を持つ化学製品メーカー。日本法人はエムスケミー・ジャパン株式会社。スイス証券取引所上場企業（SIX: EMSN）。

## 沿革
1936年、Werner Oswaldがチューリッヒ近郊にHolzverzuckerungs AG (HOVAG) を設立、第二次世界大戦の勃発を受け1940年、HOVAGは自動車燃料の添加剤を中心に生産、1942年にDomat/Emsで木材を利用したエチルアルコールの製造を行い、終戦までHOVAGは、スイスの燃料需要の約30％を生産した。戦後、HOVAGはポリアミド系繊維の原料となるカプロラクタムの研究に着手し、1949年に子会社を通じDomat/Emsでプラスチックの材料となるポリアミド繊維の製造・販売を開始、1954年、日本の宇部興産にカプロラクタム研究開発のライセンスを提供し、これは後に同社がカプロラクタム大手として飛躍する契機となった。1956年にエチルアルコールの製造を取りやめ経営資源をエンジニアリングプラスチックや繊維技術に集中、同年イギリスに初の海外拠点を設立した。1962年12月、Chemie Holding Ems AGの社名で上場企業となり（1981年現在の社名に改称）、1963年に産業用の点火装置を製造するグループ会社のPATVAG AGを設立、1960年代にエポキシ樹脂やポリアミド系接着剤粉末などの開発が行われた。
1977年に日本法人が設立されたのを契機に海外進出が相次ぎ、1980年代にはドイツやフランス、アメリカ合衆国などへ進出した。1985年にスイス・トゥールガウ州を拠点とする産業用接着剤メーカーのTOGO-Groupを買収し、EMS-TOGOの名称でグループ企業としたのち、1997年にアメリカ・ミネソタ州を拠点とするHBフラーとの合弁事業を開始した。2000年に事業の再編成が行われ、エンジニアリングプラスチック製品のEMS-GRIVORY、産業用接着剤および繊維技術のEMS-GRILTECHを含む4部門体制となったが、EMS-TOGOは2007年にHBフラーとの合弁事業を終了させ持分株式を買収したことを契機にEMS-EFTECに改称、またPATVAG AGは自動車のエアバッグ等安全システム向けの点火装置に特化したEMS-PATVAGとなり、現在に至っている。エムスケミーはドイツ・中国・アメリカなどを主要な販売先としているが、日本はアジアにおける主要生産拠点の一つとなっている。

## 日本法人
日本法人は1977年「エムスジャパン株式会社」として設立された。2000年5月、昭和電工との合弁で「エムス昭和電工株式会社」（エムスケミー70％、昭和電工30％）が設立されたが、2005年6月、合弁契約期間終了に伴いエムスケミーが昭和電工の持分株式を買収し、「エムスケミー・ジャパン株式会社（EMS-CHEMIE Japan Ltd.）」を設立、現在に至っている。高機能ポリアミド樹脂製品の開発・販売や、ホットメルト接着剤やプリミッド（粉体塗料用硬化剤）の輸入・販売を行い、東京（大田区）に本社・技術センターを持つほか、大阪に支店を持つ。